# Parque de la Independencia de Seodaemun
El Parque de la Independencia de Seodaemun (en hangul, 서대문독립공원) es un parque ubicado en Hyunjeo, Seodaemun, Seúl, Corea del Sur. En su interior alberga varios sitios históricos de Corea del Sur, como la Puerta de la Independencia, la estatua de Ryu Gwansun, la prisión de Seodaemun y otros. En el lado opuesto se encuentra el Memorial de la Proclamación del Gobierno Provisional de la República de Corea.

## Historia
En 1987, después de que la prisión de Seúl en Hyunjeo, Seodaemun, se trasladara a Uiwang, se comenzó la construcción y el 15 de agosto de 1992, en el Día de la Liberación de Corea, se inauguró. Posteriormente, con el objetivo de mejorar la conveniencia para los ciudadanos, se llevó a cabo un proyecto de remodelación a partir del 16 de abril de 2007, y reabrió el 28 de octubre de 2009. En este lugar se halla el Museo de Historia de la prisión de Seodaemun, un sitio histórico y museo en Corea. Además, hay varios otros sitios históricos y estatuas de activistas de la independencia. Estos lugares permanecen abiertos las 24 horas del día.

## Monumentos principales
- La Puerta de la Independencia y los Pilares de la Puerta de Yeongeunmun se encuentran en el lado sur del parque. Son los monumentos históricos número 32[2] y 33 de Corea del Sur, respectivamente, y en 1979 fueron reubicados en su ubicación actual durante la construcción de la avenida Seongsan. Durante mucho tiempo, el acceso del público estuvo restringido, pero con la apertura del parque, se permitió el acceso del público en general.
- El Museo de Historia de la prisión de Seodaemun se encuentra en el centro del parque. Es un museo de historia inaugurado en 1988 basado en el antiguo edificio de la prisión de Seodaemun, que es el sitio histórico número 324 de Corea del Sur.[3]
- La estatua de Seo Jae-pil se erige en honor a su memoria, como un tributo de periodistas y miembros de diversas organizaciones, incluyendo la Asociación de Prensa de Corea, la Asociación de Radiodifusión de Corea, la Asociación de Editores de Periódicos de Corea, la Asociación de Periodistas de Corea y la Asociación de Profesionales de Medios de Comunicación de Corea.[4]
- El Monumento Conmemorativo de la Declaración de Independencia del Movimiento Primero de Marzo fue inicialmente erigido en el Parque Tapgol como homenaje al movimiento, pero posteriormente fue reubicado tras haber sido desmontado.[1]
- El Monumento Conmemorativo de los Mártires Patriotas fue inaugurado el 17 de noviembre de 1992 por la ciudad de Seúl en honor a los mártires patriotas que resistieron contra la ocupación japonesa de Corea. En la parte posterior del monumento, se encuentra una inscripción redactada por Park Yeong-seok, quien fungió como presidente del Comité Nacional de Compilación de Historia.[5]
- El Salón de la Independencia es una restauración de la construcción original que fue erigida en 1890 cerca de la Puerta de la Independencia como la oficina de la Sociedad de la Independencia, establecida por Seo Jae-pil.[6] El edificio original fue demolido.
- La Biblioteca Conmemorativa Lee Jin-ah fue construida con base en una donación realizada por los padres de la fallecida Lee Jin-ah, una joven que perdió la vida en un trágico accidente. La biblioteca se estableció en su memoria.[7]